# Малка (Кабардино-Балкарія)
Малка (рос. Малка) — село у Зольському районі Кабардино-Балкарії Російської Федерації.
Входить до складу муніципального утворення сільське поселення Малка. Населення становить 6664 особи.

## Історія
Згідно із законом від 27 лютого 2005 року органом місцевого самоврядування є сільське поселення Малка.

## Населення
| 1979  | 2002  | 2010  | 2012  | 2013  | 2014  | 2015  |
| ----- | ----- | ----- | ----- | ----- | ----- | ----- |
| 5537  | ↗7010 | ↘6664 | ↗6703 | ↗6768 | ↗6819 | ↗6853 |
| 2016  | 2017  | 2018  | 2019  | 2020  |       |       |
| ↗6857 | ↗6895 | →6895 | ↗6902 | ↘6893 |       |       |